# Vulcan (Hunedoara)
Pour les articles homonymes, voir Vulcan.
Vulcan est une municipalité du județ de Hunedoara en Transylvanie, Roumanie.

## Anecdote

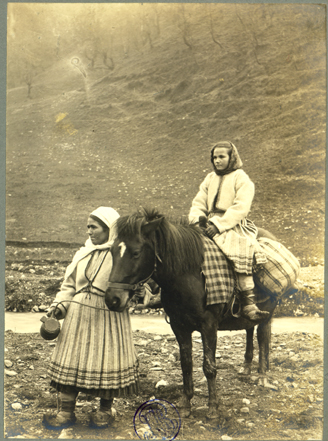
Paysannes roumaines près de de Vulcan, v. 1910-1920.

Jules Verne évoque cette localité dans son roman Le Château des Carpathes ; il situe le village fictif de Werst à proximité de Vulcan, présentant Werst comme un village complètement isolé, et les habitants comme totalement ignorants des progrès scientifiques et techniques, au point qu'ils ne sauraient pas encore, au XIXe siècle, ce qu'est une longue-vue.

## Démographie
Lors de ce recensement de 2011, 87,85 % de la population se déclarent roumains, comme 4,78 % comme hongrois et 1,32 % comme roms (5,62 % ne déclarent pas d'appartenance ethnique et 0,31 % déclarent appartenir à une autre ethnie).

## Politique
| Parti | Parti                                      | Sièges |
| ----- | ------------------------------------------ | ------ |
|       | Parti social-démocrate (PSD)               | 10     |
|       | Alliance pour Hunedoara (APH)              | 3      |
|       | Parti national libéral (PNL)               | 3      |
|       | Alliance des libéraux et démocrates (ALDE) | 2      |
|       | Indépendant                                | 1      |